# Вулиця Хвильового (Львів)
Вулиця Хвильового — вулиця у Шевченківському районі міста Львів, місцевість Замарстинів. Пролягає від вулиці Інструментальної до вулиці Миколайчука. Прилучаються вулиці Господарська, Тичини, Польна, Льняна, Селянська, Кревецького, Квітки Цісик.

## Історія
Вулиця виникла на початку XX століття в межах селища Замарстинів та була частиною вулиці Господарської. У другій половині XX століття продовжена на схід, а 1980 року виділена в окрему вулицю Ковпака, назва — на честь Сидора Ковпака, радянського партизана часів німецько-радянської війни. У 1991 році отримала назву вулиця Хвильового, на честь Миколи Хвильового, українського письменника.

## Забудова
На початку вулиці, переважно з непарного боку, збереглася одноповерхова конструктивістська забудова 1930-х років. Решта будинків — дев'ятиповерхові житлові будинки 1980-х років.

### Будинки
№ 3 — дев'ятиповерховий житловий будинок 1980-х років. В одному з приміщень першого поверху будинку від радянських часів міститься філія № 3 ЦБС для дітей.
№ 14а — десятиповерховий житловий будинок зведений у 2008 році будівельною компанією «Еко-Дім». В одному з приміщень цокольного поверху міститься територіальний підрозділ ЦНАП м. Львова.
№ 16 — будівля Львівської середньої загальноосвітньої школи № 54 імені Квітки Цісик урочисто відкрита 4 вересня 1975 року. 21 грудня 2017 року школі присвоєно ім'я Квітки Цісик.
№ 21 — одноповерхова споруда комерційного призначення. За радянських часів тут функціювали ательє мод другого розряду, прокатний пункт, пункт прийому хімчистки та пральні. Нині тут містяться ювелірна майстерня, майстерня з ремонту годинників, трикотажне ательє «Мереживо» та салон краси «Надія».
№ 27 — одноповерхова нежитлова будівля зведена у 1980-х роках, за радянських часів тут був універсам, від початку 2020 року функціонує супермаркет торгової мережі «АТБ».
№ 35 — будівля НВК «Інженерно-економічна школа — Львівський економічний ліцей» створений як самостійна одиниця у 1996 році. До того часу навчальний заклад декілька років існував у вигляді «економічних класів» на базі Львівської середньої загальноосвітньої школи № 87. Входить до складу навчально-виховного комплексу «Західбанкосвіта». Співпрацює з Львівським інститутом банківської справи Університету банківської справи Національного Банку України та Львівським Національним університетом природокористування. 